# الحصن (حبيش)

تعديل مصدري - تعديل

الحصن محلة تابعة لقرية بيت البتول، التابعة لعزلة بني معين بمديرية حبيش إحدى مديريات محافظة إب في الجمهورية اليمنية، بلغ تعداد سكانها 28 حسب تعداد اليمن لعام 2004.